# 장웅 (스포츠인)
장웅(張雄, 1938년 7월 5일~)은 조선민주주의인민공화국의 스포츠인이다.
국제 태권도 연맹 총재이자 1996년 국제 올림픽 위원회 총회(IOC 총회)에서 이건희 등과 함께 IOC위원으로 선출된 이래 국제 올림픽 위원회 위원으로 활동하고 있다. 장웅은 국제 태권도 연맹 창설자인 최홍희로부터 자신의 진정한 후계자로 정한 것으로 알려져 있는데, 최홍희는 2002년 6월 11일에 평양의 한 병원에서 "...하지만 나는 오랫동안 내 후임을 두고 걱정을 했다. 하지만 내 마음이 장웅에게 다다르자 편해졌다..."라고 말했다고 한다.
2018년 평창 동계올림픽 당시 북한측 대표단으로 평창에 방문한 적이 있다.

## 참고 자료
- 통일부 정세분석국 정치군사분석과, 『2020 북한 주요인사 인물정보』(서울: 통일부, 2020).
- (最新)北韓人名辭典(서울: 北韓硏究所, 1996).